# Beceve, Novi Sanjarî
Beceve (în ucraineană Бечеве) este un sat în comuna Popove din raionul Novi Sanjarî, regiunea Poltava, Ucraina.

## Demografie
Componența lingvistică a localității Beceve
     Ucraineană (100%)
Conform recensământului din 2001, toată populația localității Beceve era vorbitoare de ucraineană (100%).